# 戈达德陨石坑
戈达德陨石坑（Goddard）是月球正面界海中一座古老的大型撞击坑，以美国科学家，现代航空航天工程先驱罗伯特·戈达德（1882—1945）的名字命名，1964年被国际天文联合会正式批准采纳。
该陨坑的地质形成期隶属酒海纪。

## 描述
该陨坑西北邻近坎农环形山、西北偏北是哈勃环形山、东北是阿尔比鲁尼环形山，伊本·尤努斯环形山部分连接在戈达德环形山的东南边缘，南面是央斯基环形山、纳皮尔环形山在西南、西南偏西是另一座小撞击坑-泰累尔陨坑（Theiler）。该陨坑中心月面坐标为北纬15.15°、东经89.13°，直径93.2公里，深度1.71公里。
由于存续时期极长，戈达德陨坑已严重磨损，其南侧边缘几乎已损毁，坑内地表通过该侧缺口直接与周围月海相连；北侧壁上的次级坑则形成了一条裂谷结构，其余部分边缘也有明显的侵蚀和磨损，只留下一圈崎岖的地带环绕着坑底，平均高度较周围地形高1410米。
由于该陨坑内部已被以前的熔岩覆盖，其表面相当平坦平淡，没有中央峰，几座微型陨坑镶嵌在地表上，其中最突出的是西南偏南部的一对小陨坑。
该陨石坑位于从地球上可刚好看到的月球东侧边缘，最佳观察时机是在月球摄动期间，月球上的该方位将被带入视野中。

## 卫星陨石坑

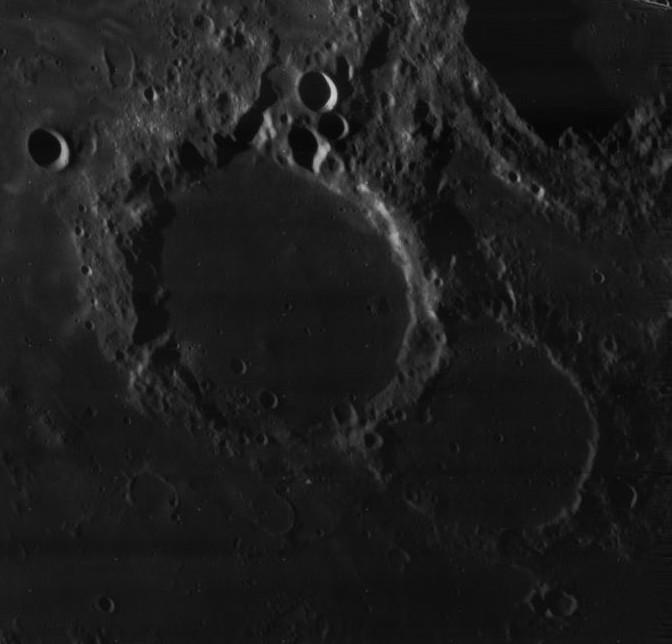
戈达德陨石坑（左）和伊本·尤努斯陨坑（右），月球轨道器4号拍摄的斜视图。

按惯例，月图上最靠近阿尔比鲁尼陨石坑的卫星陨坑，将通过在其中心点旁放置一字母而标示出它们。

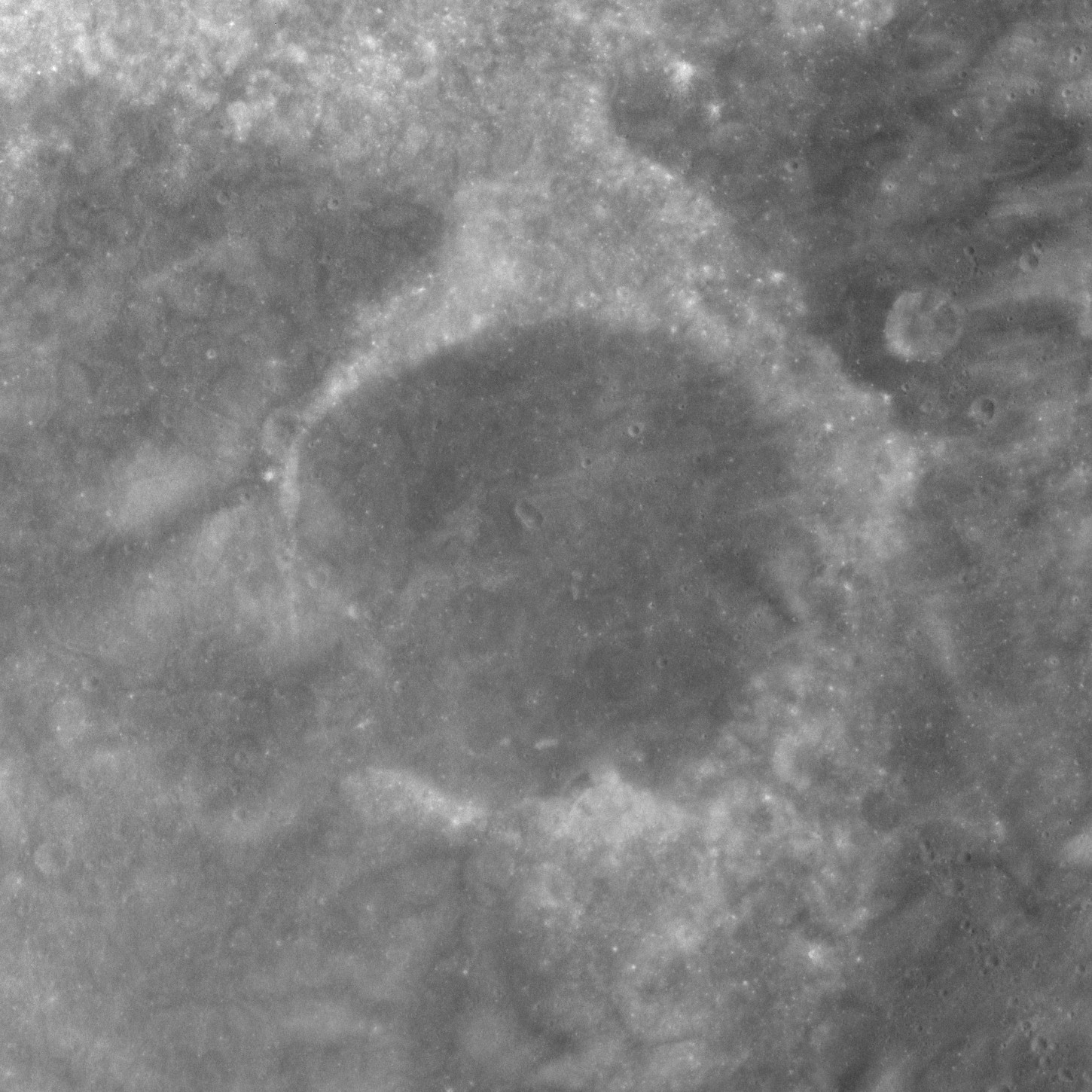
戈达德 C 陨石坑

| 戈达德 | 纬度    | 经度    | 直径    |
| ------ | ------- | ------- | ------- |
| A      | 17.0° N | 89.6° E | 12 公里 |
| B      | 16.0° N | 86.8° E | 12 公里 |
| C      | 16.5° N | 85.1° E | 49 公里 |

- 戈达德 C 陨石坑